# Chávez Ravine
Il Chávez Ravine è un canyon situato a Los Angeles, Stati Uniti, noto soprattutto per essere l'area su cui sorge l'attuale sede del Dodger Stadium. È così chiamato in onore di Julian Chávez, politico di Los Angeles nell'Ottocento.

## Storia
Prima che venisse sgomberato per un progetto di edilizia pubblica, il Chávez Ravine era costituito dalle tre comunità a maggioranza latina di "La Loma", "Palo Verde" e "Bishop". Il termine inglese "ravine" indica una valle molto piccola.

### Gli anni quaranta
Negli anni quaranta il Chávez Ravine era una povera, pur se coesa, comunità messicano-americana. Molte famiglie vivevano lì a causa delle discriminazioni in fatto di alloggi che c'erano nelle altre parti di Los Angeles. Con l'espandersi della popolazione di Los Angeles, il Chávez Ravine fu visto come un posto importante ma non sfruttato a pieno. La città inizio ad etichettare la zona come "blighted", un termine che può significare "avvelenata", "arrugginita", ma anche "sotto un'influenza maligna". Era dunque pronta ad essere riqualificata. Con una votazione, la Housing Authority of the City of Los Angeles (l'autorità per gli alloggi della città di Los Angeles), con l'assistenza dei fondi monetari federali della Federal Housing Act (Legge federale sugli alloggi) del 1949, venne affidato l'incarico per la costruzione di alloggi pubblici, in gran parte da destinarsi alla grave mancanza di abitazioni, dovuta alla seconda guerra mondiale. Due importanti architetti, Richard Neutra e Robert Alexander, svilupparono un progetto per l'"Elysian Park Heights". La città aveva già alloggiato molti dei residenti del Chávez Ravine, quando l'intero progetto si fermò perché la paura del comunismo stava dilagando negli Stati Uniti ed a Los Angeles circolavano forti voci che dicevano che il progetto degli alloggi faceva troppo pensare al socialismo.

### Gli anni cinquanta
Nel 1952 Frank Wilkinson della Housing Authority of the City of Los Angeles venne licenziato e concluse il suo mandato e pochi anni dopo fu segnalato alla Commissione per le attività antiamericane. Venne imprigionato quando la Corte Suprema degli Stati Uniti votò 5 a 4 contro il tentativo di Frank Wilkinson di usare il primo emendamento per rifiutare le domande su una sua possibile iscrizione al partito comunista.
Alla fine il progetto andò in fumo. Alcuni anni più tardi, la città prese la controversa decisione di vendere quel terreno ai Brooklyn Dodgers ed a Walter O'Malley, per la cifra di un dollaro, in una mossa per incentivarne il trasferimento a Los Angeles. Molte città stavano finanziando stadi sportivi nell'intento di acquistare prestigio e Los Angeles non faceva eccezione. Con il Chávez Ravine destinato a diventare il sito del futuro Dodger Stadium, i restanti membri delle comunità del Chávez Ravine vennero costretti a trasferirsi. Finché solo alcuni avevano, inizialmente, lasciato il vicinato volontariamente o involontariamente anche attraverso l'uso dell'espropriazione o della condanna, altri rimasero fino alla fine. Infine il reparto dello sceriffo entrò nell'area con bulldozer e uomini armati. Le povere baracche e le stradine sporche vennero rase al suolo e la comunità fu sciolta.

### Gli anni sessanta
Tra il 1962 ed il 1965, periodo durante il quale i Los Angeles Angels giocavano al Dodger Stadium, in attesa che fosse completato il loro Angel Stadium, gli Angels chiamarono il Dodger Stadium "Chávez Ravine", per evitare ogni riferimento ai Dodgers.

## Oggi
Oggi il Dodger Stadium è una struttura poli-funzionale che ospita principalmente le partite casalinghe dei Dodgers.

## Riferimenti artistici
Chávez Ravine è un album di Ry Cooder del 2005, basato su una serie di fotografie della zona fatte da Don Normark.